# Knull
Knull je izmišljena osebnost, stripovski superzlobnež, ki se pojavlja v stripih ameriške založbe Marvel. Ustvarila sta ga risarja Donny Cates in Ryan Stegman, prvič pa se je pojavil v stripu Thor: God of Thunder (marec 2012). Je bog teme, ki je ustvaril orožje, znano kot All-Black the Necrosword ter je tudi ustvarjalec nezemeljskih simbiotov, med katerimi so Venom, Carnage, Riot in Exolons. Gre za enega najmočnejših in najhujših Marvelovih superzlobnežev.
Knull se je do sedaj pojavil v filmu Venom: Zadnji ples, kjer ga je upodobil Andy Serkis.